# Києво-Балтська залізниця
Києво-Балтська залізниця — одна з історичних залізниць, що діяла в Російській імперії на території українських земель.

## Історія
Будували державним коштом у 1868—1870 роках.
Рух відкривали за дільницями:
- 26 травня 1870: Київ — Жмеринка (253 версти);
- 26 травня 1870: Жмеринка — Бірзула (186 верст);
- 15 червня 1870: Козятин I — Бердичів (25 верст).

Того ж року залізницю продали приватним товариствам — Товариству Києво-Брестської залізниці та Товариству Одеської залізниці.

## Головні станції
- Київ-Пасажирський
- Фастів I
- Козятин
- Бердичів
- Вінниця
- Жмеринка
- Вапнярка
- Рудниця
- Подільськ
- Балта

### Архіви
- РГИА, ф. 446, оп. 27, д. 1. Доклад № 21. 8 марта 1873 г. «Об открытии 1-го марта движения на Киево-Брестской железной дороге от Бердичева до ст. Кривино».
- РГИА, ф. 446, оп. 27, д. 2. Доклад № 89. 9 июня 1873 г. «Об открытии 25 мая движения на 2 участке Киево-Брестской ж. д. от станции Кривино до Брест-Литовска».
- РГИА, ф. 446, оп. 27, д. 2. Доклад № 129. 25 августа 1873 г. «Об открытии движения 15 августа по Радзивилловской ветви Киево-Брестской ж. д.»